# Associazione Sportiva Sorrento 1969-1970
Questa voce raccoglie le informazioni riguardanti il Sorrento nelle competizioni ufficiali della stagione 1969-1970.

## Stagione
Serie C 1969-1970: 4º posto

## Divise
| Casa |

## Organigramma societario
Area direttiva
- Presidente:  Achille Lauro

Area tecnica
- Allenatore:  Paolo Todeschini

## Rosa
| N. |                   | Ruolo | Calciatore           |
| -- | ----------------- | ----- | -------------------- |
|    | Italia (bandiera) | P     | Antonio Gridelli     |
|    | Italia (bandiera) | P     | Francesco Moscarella |
|    | Italia (bandiera) | D     | Luigi Calonaci       |
|    | Italia (bandiera) | D     | Antonino Fiorile     |
|    | Italia (bandiera) | D     | Edmondo Lorenzini    |
|    | Italia (bandiera) | D     | Franco Mamilovich    |
|    | Italia (bandiera) | D     | Giuseppe Nazzi       |
|    | Italia (bandiera) | D     | Massimo Sarnacchiaro |
|    | Italia (bandiera) | D     | Luciano Taccone      |
|    | Italia (bandiera) | C     | Davide Biasini       |
|    | Italia (bandiera) | C     | Vincenzo Di Costanzo |

| N. |                   | Ruolo | Calciatore         |
| -- | ----------------- | ----- | ------------------ |
|    | Italia (bandiera) | C     | Carmine Esposito   |
|    | Italia (bandiera) | C     | Roberto Forzelin   |
|    | Italia (bandiera) | C     | Antonio Furlan     |
|    | Italia (bandiera) | C     | Gilberto Noletti   |
|    | Italia (bandiera) | C     | Biagio Savarese    |
|    | Italia (bandiera) | A     | Tommaso Angrisani  |
|    | Italia (bandiera) | A     | Fernando Ascatigno |
|    | Italia (bandiera) | A     | Paolino Bozza      |
|    | Italia (bandiera) | A     | Pietro Costantino  |
|    | Italia (bandiera) | A     | Catello Esposito   |
|    | Italia (bandiera) | A     | Antonio Terreri    |

## Calciomercato
| Acquisti | Acquisti             | Acquisti      | Acquisti |
| R.       | Nome                 | da            | Modalità |
| -------- | -------------------- | ------------- | -------- |
| P        | Francesco Moscarella | Napoli        |          |
| D        | Luigi Calonaci       | Napoli        |          |
| D        | Massimo Sarnacchiaro | Napoli        |          |
| D        | Luciano Taccone      | Avezzano      |          |
| C        | Gilberto Noletti     | Lecco         |          |
| C        | Biagio Savarese      | Sessana       |          |
| A        | Tommaso Angrisani    | Siena         |          |
| A        | Paolino Bozza        | Monfalcone    |          |
| A        | Antonio Terreri      | Battipagliese |          |